# Hollitzer (Verlag)
Hollitzer ist ein österreichischer Wissenschafts- und Belletristik-Verlag mit Sitz in Wien, ein Teil der Firmengruppe Hollitzer (gegründet 1849). Er entwickelte sich aus der journalistischen Redaktion Tagbau und dem theater- und musikwissenschaftlichen Forschungszentrum Don Juan Archiv Wien und wurde 2010 formal etabliert. Der Verlag publiziert auf Deutsch, Englisch und Italienisch.
Verlagsleiter ist Michael Hüttler.

## Unternehmensgeschichte
Ausgehend von Steinbrüchen in der Gegend von Bad Deutsch-Altenburg war die Firmengruppe seit 1849 im gesamten Raum der Donaumonarchie tätig, mit Betrieben und Werken in Bad Deutsch-Altenburg, Graz und Linz. Das Kerngeschäft dort bildete die Produktion von Baustoffen. Carl Hollitzer (1831–1917), Sohn des Firmengründers Anton Hollitzer (1797–1866) und Mitglied des 1884 in Wien gegründeten Vereins Carnuntinum, stellte für archäologische Grabungen ein Haus (ehemaliges Bastlerhaus) in Bad Deutsch-Altenburg zur Verfügung. In diesem wurden neben Schloss Petronell und Schloss Ludwigstorff die meisten Funde aus der Gegend untergebracht – seine Sammlung römischer Funde ist noch heute ein zentraler Bestand des 1904 von Kaiser Franz Joseph I. in Bad Deutsch-Altenburg eröffneten Museum Carnuntinum, des größten Römermuseums in Österreich.
Carl Leopold Hollitzer (1874–1942), Sänger, Kabarettist, Bühnen- und Kostümbildner, Karikaturist und Maler, legte die größte Waffen- und Uniformensammlung Europas an, die später vom Heeresgeschichtlichen Museum Wien erworben wurde. Viele seiner gezeichneten und gemalten Werke befinden sich in der Wiener Albertina sowie in bedeutenden privaten Sammlungen. Seine Tochter Lilly Hollitzer (1895–1964), verehelichte Dillenz, als Schauspielerin und Pilotin weit über die Grenzen Österreichs bekannt, flog 1927 als erste Frau über den Atlantik. Mit ihrem Mann, dem Künstler Richard Dillenz, gründete sie die Filmproduktion Wien, die in der legendären Wien-Film-Ära der 1950er Jahre Streifen wie Frühlingsstimmen (u. a. mit Paul Hörbiger) produzierte. 1959 gründete sie in der Bad Deutsch-Altenburger Familienvilla das Carl-Leopold-Hollitzer-Museum.
Standen anfänglich archäologische Forschungen im Gebiet der hauseigenen Steinbrüche am Pfaffenberg im Schwerpunkt der kulturellen und wissenschaftlichen Unternehmungen, so verbreiterte sich dieses Spektrum ab 1999 unter dem damaligen Firmeneigentümer H. E. Weidinger (1949–2023) mit der Gründung der Redaktion Tagbau. Der Hollitzer Verlag, das Don Juan Archiv Wien und das deutsch-italienische Forschungszentrum Stvdivm Fæsvlanvm, alle drei Abteilungen der Hollitzer Graz GmbH, setzen mit der Produktion und Herausgabe von wissenschaftlichen Publikationen und literarischen Werken sowie mit der Durchführung von Projekten auf nationaler und internationaler Ebene diese Unternehmenstradition fort.

## Programm
Die Schwerpunkte des Verlagsprogramms liegen auf Theater, Musik und Kulturgeschichte. Beginnend mit den Schriften der Partnerinstitution Don Juan Archiv Wien - zum Themenbereich europäische Musikgeschichte, Kulturtransfer zwischen dem Osmanischen Reich und europäischer Musik und Theater sowie der Geschichte des Don-Juan-Stoffes bis zu Lorenzo Da Pontes und Wolfgang A. Mozarts Don Giovanni sowie der Rezeption dieser Oper - entstanden seit 2010 zahlreiche musik- und theaterwissenschaftliche Publikationen. Im Laufe der Jahre publizierte der Verlag wissenschaftliche Reihen, Monografien, Jahrbücher, Almanache sowie Notenausgaben und Kritische Editionen in enger Zusammenarbeit mit einer Reihe von internationalen Universitäten und Forschungseinrichtungen sowie mit der Österreichischen Akademie der Wissenschaften und der Ungarischen Akademie der Wissenschaften.

### Belletristik

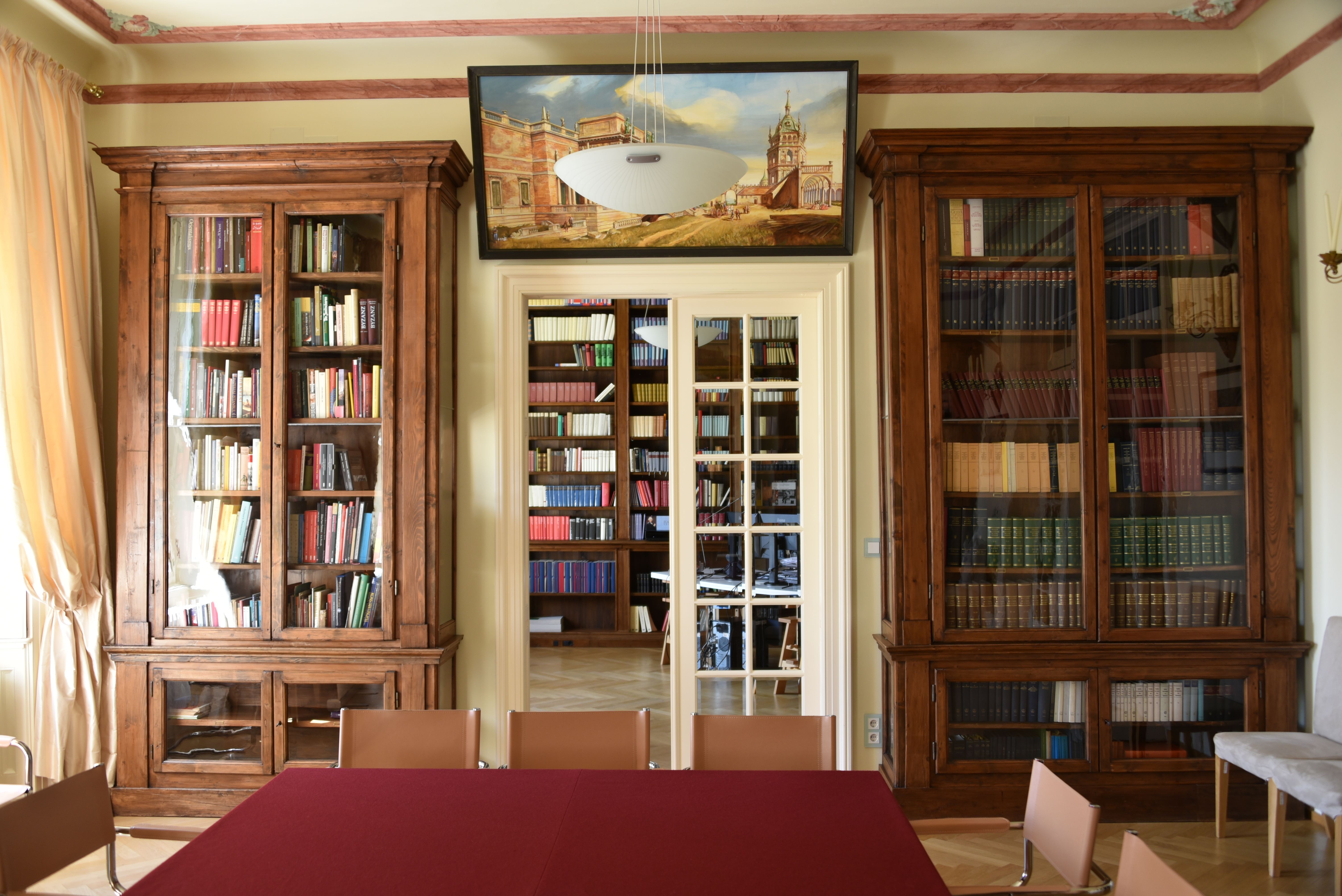
Verlagsräumlichkeiten

2015–2024 gab der Verlag neben dem wissenschaftlichen Programm eine Belletristikedition heraus. Diese startete mit der deutschsprachigen Erstausgabe des Romans Der Duft des Regens auf dem Balkan der serbisch-sephardischen Schriftstellerin Gordana Kuić und der Erstausgabe von Don Juan wird sechzig, einem heiteren Drama des österreichischen Schriftstellers Robert Schindel. Beide Titel wurden auf der Leipziger Buchmesse und bei Veranstaltungen in Wien vorgestellt und erlangten rasch Zustimmung des Buchhandels und der Leserschaft. Weiters erschienen im selben Jahr zwei neue Auflagen von Romanen des Schriftstellers Ilir Ferra: von Minus und vom mit dem Adelbert-von-Chamisso-Preis prämierten Rauchschatten.
Vorläufer der Belletristikedition war die Serie Texte und Studien zur österreichischen Literatur- und Theatergeschichte, die Neuauflagen von Theatertexten des 18. Jahrhunderts umfasste, aber auch die Neuedition der Briefe eines Unbekannten von Alexander von Villers. Die Autoren des Barocks, die vom Verlag neu aufgelegt wurden, sind Philipp Hafner, Franz von Heufeld und Johann Joseph Felix von Kurz.
Die Ausrichtung des Verlags ist in der Belletristik ebenso wie in der Wissenschaft auf Musik und Theater. Unter den Autoren befinden sich daher bekannte Dramaturgen, Drehbuchautoren, Regisseure und Komponisten wie Hilde Berger, Richard Bletschacher, Alexej Parin, Martin Sieghart, Alfred Kirchner, Irene Suchy oder Otto M. Zykan.
2017–2023 publiziert der Verlag die Bücher der österreichischen Literaturgruppe Textmotor mit den Autorinnen und Autoren Doris Fleischmann, Luis Stabauer, Georg Rejam, Sascha Wittmann u. a.
International bekannte Autoren, die der Verlag in deutscher Erstübersetzung veröffentlichte, sind Dino Bauk (Slowenien), Maxim Ossipow (Russland) – mit dem Erzählband Nach der Ewigkeit 2018 auf der Shortlist des Internationalen Literaturpreises – Haus der Kulturen der Welt – und der italienische Literaturnobelpreisträger Dario Fo, dessen letzten, posthum erschienenen, Roman Christina von Schweden. Eine Hosenrolle für die Königin Hollitzer 2017 herausbrachte sowie dessen Sohn Jacopo Fo.

### Wissenschaft
Eine enge Zusammenarbeit bestand seit Beginn mit der Universität Mozarteum Salzburg. Neben dem alljährlich erscheinenden Almanach publiziert der Verlag die Reihen Veröffentlichungen zur Geschichte der Universität Mozarteum und Veröffentlichungen der Forschungsplattform Salzburger Musikgeschichte; darunter zwei Monografien über frühere Rektoren der Universität: Eberhard Preußner und Günther Bauer.
2015 wurde der Mille Tre Verlag übernommen und dadurch der bereits vorhandene Schwerpunkt Musik stark ausgebaut: unter anderem werden seither die musikwissenschaftlichen Reihen Musikkontext, Erträge der Lehre sowie Anklaenge (das Wiener Jahrbuch für Musikwissenschaft der Universität für Musik und darstellenden Kunst Wien) verlegt.
2015–2018 wurde die Österreichische Musikzeitschrift (ÖMZ) produziert. Diese bietet seit 1946 dem musikwissenschaftlichen Diskurs und der kritischen Begleitung des Musiklebens eine einzigartige Plattform. Die ÖMZ war das repräsentative Publikationsorgan für die „klassische“ und „neue“ Musik, das Musik- und Musiktheaterleben in Österreich und im mittleren Donauraum.
2016 erfolgte mit der Übernahme von zehn Reihen des deutschen Hans Schneider Verlag, Tutzing eine weitere Expansion. Die wissenschaftlichen Reihen Eisenstädter Haydn-Berichte, Mozart Studien, Richard Strauss Jahrbuch, Strauss-Elementar-Verzeichnis, Strauss-Allianz-Verzeichnis, Schriftenreihe zur Musik der Wienbibliothek, Publikationen des Instituts für Österreichische Musikdokumentation, Studien zur Musikwissenschaft - Beihefte der Denkmäler der Tonkunst in Österreich, sowie das Wiener Forum für ältere Musikgeschichte und Wiener Veröffentlichungen zur Musikwissenschaft (des Instituts für Musikwissenschaft der Universität Wien) werden seither bei Hollitzer verlegt.
Mit der Österreichischen Akademie der Wissenschaften wurde u. a. ein umfassender Band über die Rolle der Musik in der Revolution von 1848/1849 im Kaisertum Österreich herausgegeben und wird seit 2017 die Reihe Johann Joseph Fux – Werke erarbeitet, eine historisch-kritische Ausgabe, in der das umfangreiche, großteils unveröffentlichte Œuvre des bedeutendsten österreichischen Barockkomponisten Johann Joseph Fux (1660–1741) für Wissenschaft und Praxis ediert wird. Die 2015 neu gegründete Fux-Ausgabe ist derzeit eines der weltweit größten Editionsunternehmen im Bereich der Barockmusik. Weiters wurden u. a. Bände zum Kärntnertortheater, zum Barocktheater und zur Groteske publiziert sowie eine zweibändige Ausgabe der Tagebücher von Georgij Efron, dem Sohn der russischen Dichterin Marina Iwanowna Zwetajewa.
Mit der Hochschule Luzern wurde ein Werk zu Wolfgang Rihm veröffentlicht.
Gemeinsam mit dem Don Juan Archiv Wien werden die Reihen Bibliographica, Summa Summarum, Theatralia, Specula Spectacula sowie Ottomania, gewidmet dem Dialog zwischen Osmanischen Reich und Europa im Bereich der darstellenden Künste, herausgegeben. Mit dem Don Juan Archiv Wien und Divino Sospiro - Centro de Estudos Musicais Setecentistas de Portugal die Reihe Cadernos de Queluz.
Seit 2018 wird mit den 1893 durch Guido Adler gegründeten Denkmäler der Tonkunst in Österreich die „älteste heute noch bestehende Reihe im Sinne des Monumenta-Gedankens“ produziert. Derzeit (2024) hält die Reihe bei 165 Bänden.
Mit der New Senfl Edition wird seit 2021 eine weitere Reihe historisch kritischer Notenausgaben verlegt. In diesem Editionsprojekt wird erstmals die systematische Erschließung der kompletten Werke des Renaissance-Komponisten Ludwig Senfl umgesetzt.
Die beiden internationalen Reihen jazz research (ab Band 48) - eine der am längsten durchgängig erscheinenden, weltweit rezipierten Reihen des Faches - und studies in jazz research (ab Band 16) der Kunst-Universität Graz werden mit neuem Layout seit 2021 bzw. 2022 ebenfalls vom Hollitzer Verlag weitergeführt.
Seit 2023 wird mit der Forschungsstelle Digital Organology an der musikwissenschaftlichen Fakultät der Universität Leipzig die Reihe Fraktal herausgegeben. Diese rückt die Höhepunkte aktueller Objektforschung der Organologie sammlungsübergreifend in den Fokus.
2025 übernahm Hollitzer die Abteilung Wißner Musikbuch des Augsburger Wißner-Verlag. Die wissenschaftlichen Reihen Forum Musikpädagogik (mit den Unterreihen Augsburger Schriften, Berliner Schriften, Hallesche Schriften, Regensburger Schriften, Wißner-Lehrbuch, Musikpädagogische Forschungsberichte), musikpädagogik im fokus, Musikunterricht: Materialien – Methoden – Modelle, Celibidachiana, Collectanea Musicologica, Beiträge zur Leopold-Mozart-Forschung, Musiktheater. Beiträge zur Didaktik und Methodik werden ab diesem Zeitpunkt von Hollitzer herausgebracht.

### Zeitschriften
Der Verlag publiziert eine Reihe wissenschaftlicher Zeitschriften und Jahrbücher, unter anderem TheMA, kurz für Theatre, Music, Arts, ein Open Access Research Journal für Musik, Theater und Kunst, und den Almanach der Universität Mozarteum, herausgegeben 2010–2014 von Wolfgang Gratzer, 2015 von Siegfried Mauser und seit 2016 von Susanne Prucher. 2012–2014 wurde die E-Book-Ausgabe der Zeitschrift Nestroyana, dem österreichischen Komödiendichter Johann Nestroy gewidmet, herausgegeben und 2015 bis 2018 die traditionsreiche Österreichische Musikzeitschrift.
Seit 2025 wird das  Liszt Journal - Jahrbuch der Liszt-Akademie Raiding herausgebracht.

## Bekannte Autoren
| - Gerda Baumbach - Hilde Berger - Thomas Betzwieser - Richard Bletschacher - Bertil van Boer - Agostino Borromeo - Emil Brix - Joachim Brügge - Michele Calella - Federico Celestini - Gertrude Cepl-Kaufmann - Alessandra Comini - Gerhard Croll - Moritz Csáky - Marie-Agnes Dittrich - Paul Divjak |  | - Dario Fo - Jacopo Fo - Wolfgang Fuhrmann - Rudolf Flotzinger - Eike Gramss - Wolfgang Greisenegger - Gernot Gruber - Gerlinde Haid - Lukas Haselböck - Michael Hampe - Wolfgang Häusler - Hannes Heer - Hanns-Werner Heister - Ursula Hemetek - Stefan Hulfeld - Stefan David Hummel |  | - Johann Hüttner - Reinhard Kapp - Alfred Kirchner - Wolfgang Koch - Ulrich Konrad - Andreas Kotte - Hartmut Krones - Josef-Horst Lederer - Jacques Le Rider - Marion Linhardt - Raimund Lissy - Walburga Litschauer - Birgit Lodes - Laurenz Lütteken - Robert Münster - İlber Ortaylı |  | - Maxim Ossipow - Siegfried Mauser - Claudio Naranjo - Oswald Panagl - Klaus Pietschmann - Walter Puchner - Oliver Rathkolb - Alexander Rausch - Walter Reicher - Robert Schindel - Evelyn Schlag - Manfred Hermann Schmid - Herbert Seifert - Harald Strebel - Reinhard Strohm - Hubert Stuppner |  | - Irene Suchy - Piotr Szalsza - Werner Telesko - Fritz Trümpi - Melanie Unseld - Christian Utz - Mário Vieira de Carvalho - Tomislav Volek - Josef Wallnig - Michael Walter - Gerhard Wimberger - Norbert Christian Wolf - Selim Yenel - Susana Zapke - Otto M. Zykan |